# 남촌초등학교
남촌초등학교는 대한민국 경기도 용인시 처인구에 있는 공립 초등학교이다.